# ملعب بورتيماو
ملعب بورتيماو( بالبرتغالية Estádio Municipal de Portimão) هو الملعب الحالي لنادي نادي بورتيمونينسي ، ويقع في وسط مدينة بورتيماو في منطقة الغرب جنوب البرتغال، وتم افتتاحه عام 1937 لنادي كرة القدم المحلي نادي بورتيمونينسي وتبلغ سعته 9,544 شخصًا.
في موسم 2009–10 صعد نادي بورتيمونينسي إلى الدوري البرتغالي الممتاز للموسم التالي. في صيف 2010 تم تجديد الملعب حبيث تم إجراء تعديلات على الملعب، مما رفع سعة الجمهور إلى 9544 بتكلفة 800000 يورو. استغرق البناء وقتًا أطول من المتوقع واضطر النادي إلى الانتظار حتى نهاية العام قبل أن يتمكن من استخدام ملعبه مرة أخرى. كانت أول مباراة للنادي على أرضه في الدوري في الملعب الذي تم تجديده في 6 فبراير 2011 ضد باكوس دي فيريرا، الذي انتصر بالهدف الوحيد في المباراة.